# Нун-Холь-Чак II
Нун-Холь-Чак II — тридцать третий правитель древнего майяского царства Мутуль со столицей в Тикале.

## Биография
Нун-Холь-Чак является преемником Нуноом-Чеена.
В 817 году он потерпел поражение Кинич-Тобиль-Йоату, царю Караколя.
В 820 году Папамалиль (вероятно, предводитель чужеземных наёмников, который был на службе у Караколя) захватил Нун-Холь-Чака II в плен.

## Внешние ссылки
- Правители Тикаля (недоступная ссылка) Архивировано 6 февраля 2013 года.
- История города Тикаль (Яшмутуль) царства Мутуль Архивная копия от 14 августа 2021 на Wayback Machine